# Baltasar Carlos
Baltasar Carlos, född 17 oktober 1629 i Madrid, död 9 oktober 1646 i Zaragoza, var en spansk och portugisisk tronarvinge och infant. Han benämndes prins av Asturien, furste av Girona, hertig av Montblanc, greve av Cervera och furste av Viana. Han var son till Filip IV och Elisabet av Frankrike. 
Han dog 16 år gammal av smittkoppor och begravdes i Panteón de Infantes i El Escorial. Hans far överlevde honom och efterträddes i stället av Baltasar Carlos halvbror Karl II. Konstnären Diego Velázquez porträtterade Baltasar Carlos vid flera tillfällen, bland annat 1635 i Ryttarporträtt av infanten Baltasar Carlos.